# Liste von Schiffen mit dem Namen Potsdam
Die Liste der Schiffe mit dem Namen Potsdam enthält Schiffe, die nach der ehemaligen brandenburgisch/preußischen Residenzstadt Potsdam benannt wurden. Potsdam ist heute die Hauptstadt und einwohnerreichste Stadt des Landes Brandenburg. Aufgenommen sind nur die in den Quellen (Literatur) dokumentierten Schiffe.

## Liste der Schiffe (Auswahl)
| Schiffsname   | Schiffstyp               | Baujahr | Bauwerft Ort                        | Eigner                                   | Länge Breite Tiefgang       | Antriebsart Leistung                                                             | BRT / NRT / tdw   | Allgemeine Beschreibung |
| ------------- | ------------------------ | ------- | ----------------------------------- | ---------------------------------------- | --------------------------- | -------------------------------------------------------------------------------- | ----------------- | --- |
| Potsdam       | Segelschiff (Bark)       | 1889    | Blohm & Voss Hamburg                | Reederei F. Laeisz                       | 74,50 m / 11,60 m / 6,30 m  | Barkrigg                                                                         | 1463 BRT 1405 NRT | Das Segelschiff Potsdam der Hamburger Reederei F. Laeisz war eine Bark in Stahlbauweise. Das Schiff strandete am 16. Januar 1891 an der Küste von Valparaíso in Chile. |
| Potsdam       | Dampfschiff              | 1899    | Blohm & Voss Hamburg                | Holland-Amerika.Lijn, Rotterdam          | 174,00 m / 18,90 m          | Dreifach-Expansionsdampfmaschine / 7600 PS (5590 kW)                             | 12606 BRT         | → Hauptartikel : Potsdam (Schiff, 1900) |
| Potsdam       | Dampfschiff              | 1935    | Blohm & Voss Hamburg                | HAPAG                                    | 193,20 m / 22,60 m          | Turbo-elektrische Antriebsanlage / 26000 PS (19000 kW)                           | 17528 BRT         | → Hauptartikel : Potsdam (Schiff, 1935) |
| Potsdam       | Fischtrawler             | 1944    | Royal Schelde in Vlissingen         |                                          |                             | Dreifache Expansions Dampfmaschine mit Abdampfturbine                            |                   | Der Fischtrawler lief im Februar 1944 in der niederländischen Werft Royal Schelde in Vlissingen vom Stapel. Fertiggestellt wurde er jedoch erst im Juni 1947 und wurde mit der Übergabe an Belgien in Artan umbenannt. Das Schiff wurde 1965 stillgelegt und ab dem 13. August 1965 abgewrackt. spätere Namen: - 1947 Artan - 1951 Walter Siemers - 1954 Schwentine |
| Potsdam       | Motorschiff              | 1978    | VEB Warnow-Werft Warnemünde Rostock | Deutsche Seereederei Rostock (DSR-Lines) | 156,84 m / 21,88 m / 9,00 m | 1× K8Z 70/120E Dieselmotor auf 1× Festpropeller 8240 kW                          | 10225 BRT         | Der Stapellauf fand am 31. März 1978 statt. Die Potsdam war ein Semicontainerschiff vom Typ Meridian II. Es konnte Stückgüter und Container transportieren. spätere Namen: - 1995 Katerina L. - 1998 Gu An - 2000 Pine Tree - 2001 So Na Mu - 2006 Ha Na |
| Potsdam       | Motorschiff              | 1996    | Kvaerner Warnow Rostock-Warnemünde  | Reederei F. Laeisz GmbH Rostock          | 209,50 m / 32,20 m          | Zweitakt-Dieselmotor, Typ DMR – 8K80MC-C Mk6, 28.350 kW bei 104/min (Lizenz MAN) | 37235 tdw         | Ladekapazität: TEU 2636, davon 500 Kühlcontainer; Reisegeschwindigkeit: 24,14 kn: Höchstgeschwindigkeit: 26 Knoten Abgeliefert: 1996; Schwesterschiff: Pommern spätere Namen: - 1997 Sea Elegance / Ipex Emperor - 1999 Potsdam - 2002 Kota Pelangi |
| Potsdam       | Minenleg- und Räumschiff | 1958    | VEB Peenewerft Wolgast              | Volksmarine der DDR                      | 66,10 m / 8,40 m / 2,52 m   | 2 Dieselmotoren mit insgesamt 2800 PS (17560 kW)                                 |                   | Das Minenleg- und Räumschiff Potsdam (MLR) vom Typ Krake wurde von der VEB Peenewerft Wolgast 1958 als Baunummer 3009 für die Volksmarine der DDR gebaut. Insgesamt gehörten zum Typ Krake 10 Schiffe. Sie waren alle nach Bezirksstädten der DDR benannt. Maximale Geschwindigkeit: 16,5 Knoten; Reichweite: 2465 Seemeilen; Bewaffnung: 1× 85 mm Universalgeschütz 90 K, 10× 25 mm Fla-Geschütz mit fünf Doppellafetten, Wasserbomben, Minen; Besatzung: 5 Offiziere, 2 Meister, 45 Matrosen; Außerdienststellung: Oktober 1973. |
| Stadt Potsdam | Fahrgastschiff           | 1991    | Yachtwerft Berlin                   | Weisse Flotte Potsdam                    | 32,18 m / 5,10 m / 0,90 m   | Dieselmotor 130 PS (96 kW)                                                       |                   | Motorschiff Stadt Potsdam Baujahr 1991 Weiße Flotte Potsdam, in Fahrt. Zugelassen für 160 Fahrgäste (94 im Salon). |
| Potsdam       | Patrouillenboot          | 2019    | Fr. Fassmer, Berne                  | Bundespolizeidirektion Bad Bramstedt     | 86,02 m / 13,42 m / 3,95 m  | Wärtsilä-Dieselmotor                                                             | 2,092 BRZ 627 NRZ | Typschiff der Potsdam-Klasse. |

## Weitere Schiffe, die ehemals den NamenPotsdamtrugen

### Fahrgastschiffe (Binnen)
- Dampfer Potsdam, ehemals Stern und Kreisschiffahrt Berlin; Baujahr 1885, Totalumbau 1969, als Fahrgastschiff Strandbad Ferch 1969 wieder in Fahrt, 2002 erneuter Umbau und Umbenennung in Königswald, in Fahrt, siehe Weisse Flotte Potsdam.
- Motorschiff Potsdam Baujahr 1965 Weisse Flotte Potsdam, 1990 umgebaut und umbenannt in Charlottenhof, in Fahrt.

### Binnenschiffe
Das Dampfschiff Potsdam wurde 1910 als Magdeburg I gebaut. Der Heimathafen war Magdeburg. 1918 wurde das Schiff in Potsdam umbenannt und mit dem Heimathafen Hamburg geführt. Im Jahre 1945 kam es nach Berlin unter Verwaltung der Generaldirektion Schifffahrt. Weiter war es im Einsatz für die DSU und die Deutsche Binnenreederei Berlin, bis es 1969 in die damalige ČSSR überführt wurde um es dort zu verschrotten.